# Qin Junjie
Qin Junjie (chino simplificado= 秦俊杰, chino tradicional= 秦俊傑, pinyin= Qín Jùnjié), es una actor chino.

## Biografía
Estudió en la Academia Central de Drama (inglés: "Central Academy of Drama").
Es buen amigo del actor chino Wang Yanlin.
En noviembre del 2016 comenzó a salir con la actriz china Yang Zi, sin embargo la relación terminó en agosto del 2018.

## Carrera
Fue miembro de la agencia "H&R Century Pictures Co.,Ltd", hasta noviembre de 2020, después de anunciar que había decidido no renovar su contrato.
El 25 de julio del 2008 se unió al elenco principal de la serie The Prince of Tennis donde dio vida a Long Ma un prodigio del tenis, hasta el final de la temporada el 19 de diciembre del mismo año. Más tarde el 28 de agosto del 2009 volvió a dar vida a Long Ma durante la segunda temporada de la serie titulada The Prince of Tennis 2 hasta el final de la serie el 22 de septiembre del mismo año.
En julio del 2014 se unió al elenco recurrente de la serie Swords of Legends donde interpretó al Príncipe Heredero Chang Qin.
El 21 de noviembre del mismo año apareció en la película Rise of the Legend donde dio vida a Liang Kuan, un aliado y partidario de Wong Fei-Hung (Eddie Peng) y Chun (Wang Luodan), que lucha junto a ellos contra la pandilla "Black Tiger".
En el 2016 realizó una aparición especial en la serie Singing All Along donde interpretó a Deng Feng, el sobrino de Deng Chen (Hu Kun).
El 31 de julio del mismo año se unió al elenco principal de la serie Noble Aspirations donde dio vida a Zeng Shushu, el tranquilo hijo de Zeng Shuchang (Zong Fengyan) así como el mejor y leal amigo de Zhang Xiaofan (Li Yifeng) que está enamorado de Lu Xueqi (Yang Zi), hasta el final de la serie el 12 de enero del 2017.  
El 29 de enero del 2017 se unió al elenco principal de la serie The Glory of Tang Dynasty donde interpretó a Li Tan, quien más tarde se convierte en el Príncipe de Jianning, un héroe talentoso y experto en equitación y tiro con arco, hasta el final de la serie el 3 de mayo del mismo año.
El 8 de mayo del mismo año se unió al elenco principal de la serie Legend of Dragon Pearl donde dio vida al Kangxi, el joven e inteligente Emperador de la Dinastía Qing que termina enamorándose de Li Yihuan (Yang Zi), hasta el final de la serie el 16 de agosto del mismo año.
El 27 de mayo del mismo año apareció como invitado en el programa Happy Camp junto a Yang Zi, Ren Jialun, Shu Chang, Liang Tian, Yang Di y Henry Lau.
El 8 de mayo del 2018 se unió al elenco principal de la serie Summer's Desire donde interpretó a Ou Chen, el cofundador de la compañía de juegos "Oushi Group", hasta el final de la serie el 14 de junio del mismo año. El actor Wen Chundi interpretó a Chen de joven.
El 10 de enero del 2019 se unió al elenco principal de la serie de espías Spy Hunter donde dio vida a Zi Liping, el medio hermano de Gui Wan, hasta el final de la serie el 3 de febrero del mismo año.
El 6 de mayo del mismo año se unió al elenco principal de la serie Listening Snow Tower donde dio vida a Xiao Yiqing, el maestro de la Torre de Nieve, quien sufre de una enfermedad desde que era pequeño y jura vengarse por sus padres de todos los de Sand Valley, hasta el final de la serie el 13 de junio del mismo año.
El 21 de agosto del mismo año se unió al elenco principal de la serie Never Say Never donde interpretó a Fang Han, un agente encubierto que busca al culpable de la muerte de su novia la agente Luo Fei, hasta el final de la serie el 26 de octubre del mismo año.
Ese mismo año se unirá al elenco principal de la serie Peace in Palace, Peace in Chang'an donde dará vida al Emperador Li Shimin, el segundo hijo de Li Yuan (Li Xuejian) y la Reina Dou, que busca iniciar un motín en contra de su hermano el Príncipe heredero Li Jiancheng (Han Dong) para ascender al trono.
También se anunció que se había unido al elenco principal de la serie de espías Hengshan Hospital donde interpretará a Ma Tianming, un hombre que se hace pasar por un doctor en el Hospital Hengshan.

## Filmografía

### Series de televisión
| Año             | Título                             | Personaje                     | Notas                             |
| --------------- | ---------------------------------- | ----------------------------- | --------------------------------- |
| 2022 - presente | Hengshan Hospital                  | Ma Tianming                   |                                   |
| 2022 - presente | Peace in Palace, Peace in Chang'an | Emperador Li Shimin           |                                   |
| 2022 - presente | The Legend of Yao Xiang            | Li Chun, Príncipe de Guanling |                                   |
| 2022 - presente | Faith                              | Zhao Yunfei                   |                                   |
| 2021 - presente | Faith Makes Great                  | Chen Yian                     | historia: "Di Wu Shi Wu Feng Xin" |
| 2019            | Never Say Never                    | Fang Han                      | 42 episodios                      |
| 2019            | Listening Snow Tower               | Xiao Yiqing                   | 56 episodios                      |
| 2019            | Spy Hunter                         | Zi Liping                     | 48 episodios                      |
| 2018 - 2019     | Dagger Mastery                     | Shui Ge                       | 30 episodios                      |
| 2018            | Summer's Desire                    | Ou Chen                       | 36 episodios                      |
| 2017            | Detective Dee                      | Liu Xi                        |                                   |
| 2017            | Legend of Dragon Pearl             | Emperador Kangxi              | 90 episodios                      |
| 2017            | The Glory of Tang Dynasty          | Príncipe Li Tan               | 73 episodios                      |
| 2016 - 2017     | Noble Aspirations 2                | Zeng Shushu                   | 18 episodios                      |
| 2016            | Noble Aspirations                  | Zeng Shushu                   | 55 episodios                      |
| 2016            | Singing All Along                  | Deng Feng                     | (aparición especial)              |
| 2015            | The Legend of Qin                  | Xiang Shaoyu                  |                                   |
| 2014            | Swords of Legends                  | Príncipe Heredero Chang Qin   | (aparición especial)              |
| 2013            | Weird Town                         | Long Jiu                      |                                   |
| 2012            | Beautiful Day                      | Yin Nanfang                   |                                   |
| 2009            | The Prince of Tennis 2             | Long Ma                       | 20 episodios                      |
| 2008            | The Prince of Tennis               | Long Ma                       | 22 episodios                      |

### Películas
| Año  | Título                         | Personaje           | Notas                                                                           |
| ---- | ------------------------------ | ------------------- | ------------------------------------------------------------------------------- |
| 2019 | Zui + Paidan (醉+拍档)         | Qiao Duoduo         | junto a Mao Xiaotong                                                            |
| 2014 | Rise of the Legend             | Liang Kuan          | junto a Sammo Hung, Eddie Peng, Angelababy, Wang Luodan, Jing Boran y Gao Taiyu |
| 2008 | Painted Skin: The Resurrection | Huo Xin (de joven)  | junto a Zhao Wei, Guan Xiaotong, Chen Kun, Zhou Xun, Yang Mi y Feng Shaofeng    |
| 2008 | The Tropic of Cancer           | Zheng Weiwei        |                                                                                 |
| 2006 | Curse of the Golden Flower     | Príncipe Yuan Cheng | junto a Chow Yun-fat, Gong Li, Jay Chou y Liu Ye                                |

### Apariciones en programas
| Año        | Programa                     | Notas                  |
| ---------- | ---------------------------- | ---------------------- |
| 2019       | Ace vs Ace S4                | (ep. #5) - invitado    |
| 2016, 2017 | Happy Camp (快乐大本营)      | 2 episodios - invitado |
| 2016       | 大牌驾到                     |                        |
| 2015       | Let's Go! Go! Go! (一起出发) | invitado               |

### Eventos
| Año  | Título                        | Notas |
| ---- | ----------------------------- | ----- |
| 2019 | CCTV’s New Year Music Concert |       |
| 2019 | 2019 China TV Drama Awards    |       |

### Revistas / sesiones fotográficas
| Año        | Título                    | Notas                      |
| ---------- | ------------------------- | -------------------------- |
| 2019       | FUNSTIDE                  | (publicación de diciembre) |
| 2019       | In Famous                 |                            |
| 2016, 2019 | BAZAAR (时尚芭莎)         |                            |
| 2019       | GRAZIA (红秀)             |                            |
| 2019       | CHIC (小资)               |                            |
| 2018       | ELLESHOP                  |                            |
| 2017, 2018 | CeCi (姐妹)               |                            |
| 2017       | BAZAAR Jewerly (芭莎珠宝) |                            |
| 2017       | Brides (新娘)             |                            |
| 2017       | MINI BOOK (瑞丽服饰与美)  |                            |
| 2017       | 精品购物指南              |                            |
| 2017       | NEW STAR (潮星)           |                            |
| 2017       | SELF (悦己)               |                            |
| 2017       | 我们的街拍时刻            |                            |
| 2016       | Cosmo (时尚)              |                            |

## Discografía

### Sencillos
| Año  | Canción                | Álbum                         | Notas                |
| ---- | ---------------------- | ----------------------------- | -------------------- |
| 2019 | "The Sad Zithe" (锦瑟) | OST de "Listening Snow Tower" | junto a Yuan Bingyan |

## Premios y nominaciones
| Año  | Categoría                | Premio                                    | Trabajo           | Resultado |
| ---- | ------------------------ | ----------------------------------------- | ----------------- | --------- |
| 2017 | Fashion Popularity Award | iFeng Fashion Choice Award                | -                 | Ganó      |
| 2017 | Best New Actor           | 22nd Huading Award                        | Noble Aspirations | Nominado  |
| 2016 | New Artist Award         | Sina Best Taste Award                     | -                 | Ganó      |
| 2016 | Most Promising Artist    | 2nd Tencent Video Star Award              | Noble Aspirations | Ganó      |
| 2016 | Most Promising Actor     | China Original Literature Billboard Award | Noble Aspirations | Ganó      |